# Episodi di The Good Mothers
La prima ed unica stagione della serie televisiva The Good Mothers, composta da sei episodi, è stata interamente distribuita sul servizio streaming on demand Disney+ come contenuto Star Original dal 5 aprile 2023 e su Hulu negli Stati Uniti.
| nº | Titolo               | Pubblicazione |
| -- | -------------------- | ------------- |
| 1  | Nella bocca del lupo | 5 aprile 2023 |
| 2  | Famiglia e lealtà    | 5 aprile 2023 |
| 3  | Un'altra vita        | 5 aprile 2023 |
| 4  | Tradimento           | 5 aprile 2023 |
| 5  | Madri e figli        | 5 aprile 2023 |
| 6  | Coraggio             | 5 aprile 2023 |

## Nella bocca del lupo
- Diretto da: Julian Jarrold

### Trama
Lea Garofalo, insieme a sua figlia Denise, dopo tanto tempo si ricongiunge a a Milano con il marito Carlo Cosco. L’uomo accompagna la figlia da alcuni parenti per andare a cena con la moglie che racconta di non essere più una testimone di giustizia. Denise si preoccupa perché non vede tornare la madre e il padre finge un suo allontanamento volontario. La zia Marisa, dopo aver parlato con Denise, denuncia la scomparsa di Lea ai Carabinieri. Il maresciallo Perti insieme a una collega dell’antimafia interroga la ragazza per cercare di capire cosa sia successo.
Nel frattempo in Calabria la PM Anna Colace sta indagando sui clan di Rosarno e punta l’attenzione sulle donne di ‘ndrangheta che fungono da prestanome ai famigliari con l’obiettivo di convincerle a cambiare vita.

## Famiglia e lealtà
- Diretto da: Julian Jarrold

### Trama
Luglio 2009, Bojano (Campobasso).
Lea, che vive sotto protezione in questo paesino, pensa di essere pedinata e una volta rientrata in casa si scontra con la figlia che non vuole più nascondersi; Lea la tranquillizza dicendo che parlerà con il padre.
Denise viene riportata a Pagliarelle in Calabria dai famigliari e ha così modo di ricongiungersi con sua zia Marisa che le fa capire che la madre è morta. Denise però fa difficoltà a riambientarsi e a stare alle regole del padre e inizia a frequentare di più Carmine, uno degli uomini di fiducia di Carlo. La PM Colace dispone di stare addosso a Giuseppina Pesce, donna di ‘ndrangheta appartenente all’omonima famiglia di Rosarno.

## Un'altra vita
- Diretto da: Julian Jarrold

### Trama
Il sostituto procuratore Anna Colace coordina l’operazione della squadra mobile  che porta all’arresto di 17 esponenti di spicco della ‘ndrina Bellocco. Giusy Pesce intanto capisce che è finita nel mirino degli inquirenti. La Colace incontra l’avvocato Marzia Pirrone che le racconta di come Lea dopo sei anni avesse lasciato il
programma da testimone per stanchezza perché le prove che aveva fornito non erano state abbastanza forti e lei si era sentita isolata mentre la figlia soffriva per i troppi trasferimenti; il legale racconta anche che Lea si era salvata da un tentato omicidio in casa per opera di Massimo Sabatino, presunto tecnico della lavatrice mandato dal marito ad ucciderla a Campobasso nel 2009. Cosco viene quindi arrestato per il tentato omicidio e Denise dice di non volerne sapere più niente di lui anche se Carmine cerca di convincerla ad andare a trovarlo in carcere. Nel frattempo viene arrestata anche Giusy Pesce con l’accusa di concorso esterno in associazione mafiosa, riciclaggio ed estorsione; la PM Colace la mette di fronte al rischio di dover passare 10 anni in carcere oltre al fatto che è stata arrestata in compagnia del suo amante Enrico per cui la sua famiglia la considererà una donna adultera. Giusy non ne vuole sentire di collaborare e ed è in procinto di essere trasferita nel carcere di San Vittore.

## Tradimento
- Diretto da: Elisa Amoruso

### Trama
Giusy viene salvata dalle guardie dopo aver tentato di impiccarsi nella sua cella. Suo padre Salvatore si scusa con i Palaia e decide di affidare i nipoti ad Angela Palaia, sorella di suo genero Rocco. La
PM Colace si concentra anche sul rapporto che Giusy aveva con la sua migliore amica Concetta Cacciolla, madre di tre figli picchiata a sangue dal proprio padre Michele solo per il sospetto che la donna avesse l’amante. Giusy viene tagliata fuori dalla propria famiglia e non riesce a parlare con i figli al telefono. La donna decide quindi di collaborare con la Colace in cambio del trasferimento in una casa protetta con i propri figli.
Nel frattempo Denise, dopo essersi baciata con Carmine, scappa di casa e suo padre chiede al ragazzo di ritrovarla assolutamente. La ragazza torna a casa dopo essere stata convinta proprio da Carmine e Cosco gli chiede di risolvere una volta per tutte questo problema.

## Madri e figli
- Diretto da: Elisa Amoruso

### Trama
La figlia maggiore di Giusy viene contattata dalla zia Angela e dalla nonna. Giusy chiede alla Colace di potersi ricongiungere con Enrico, il suo amante, ma la PM in cambio vuole più informazioni su suo cugino Ciccio. Il Procuratore Pullieri, superiore di Anna Colace, trova un proiettile sul cruscotto della sua macchina. Le informazioni fornite alla Colace portano all’arresto di 24 persone legate alla ‘ndrina Pesce. Nel frattempo la sua amica Concetta Cacciola decide di seguirla e si rivolge ai Carabinieri venendo da questi prelevata di casa una sera su idea della Colace. Tuttavia il confronto con l’avvocato di famiglia e la visita a sorpresa della madre e della cognata davanti alla casa protetta vicino ad Aprilia spingono Giusy a fare marcia indietro spiazzando la Colace. Comunque sia suo cugino Ciccio viene arrestato grazie alla sua ultima soffiata. Poco dopo viene arrestato anche Carmine con l’accusa di aver ucciso Lea Garofalo e ciò sconvolge Denise che si stava innamorando di lui.

## Coraggio
- Diretto da: Elisa Amoruso

### Trama
L’avvocato di Giusy sostiene che la Colace le abbia estorto informazioni dicendole che altrimenti non avrebbe potuto rivedere i figli. La PM viene quindi screditata e tutto il suo lavoro rischia di essere compromesso. Intanto anche Concetta è finita in una casa protetta e suo padre di dispera per il suo tradimento. Anna Colace dice a Giusy che così facendo perderà tutti i benefici con il rischio di finire ai domiciliari e anche Enrico tenta di farla ragionare ma la donna non ne vuole sapere di continuare a vivere sotto protezione. Denise, assistita da Dalia, incontra il maresciallo Perti che è riuscito a ricostruire i movimenti di Carlo, Giuseppe e Vito Cosco, di Massimo Sabatino e di Carmine Venturino la sera della scomparsa di Lea e nei giorni a seguire ricostruendo un quadro completo e una sequenza accurata degli eventi; l’ufficiale chiede a Denise se se la sente di testimoniare dato che è l’unica che può farlo. Anna Cacciola si mette in contatto con Concetta e la incontra con il marito chiedendole di ripensarci e di tornare a casa. Giusy abbandona la casa protetta insieme a Enrico e Angela per andare a trovare un’amica della figlia a Lucca allontanandosi troppo rispetto a quanto le sarebbe consentito. Quando la Colace lo viene a sapere la fa rintracciare e la fa arrestare dai Carabinieri in autostrada per aver violato le regole del programma testimoni. Giusy si scusa con la Colace e dice di voler tornare di collaborare spinta dal fatto di aver ricevuto una lettera di minacce da parte della figlia anche se è convinta che Angela è stata costretta a scriverla dai famigliari. Concetta decide di tornare a casa con i genitori e dopo poco muore in ospedale, dove l’aveva portata il padre, per aver ingerito dell’acido muriatico. 
Alla fine Denise testimonia al processo contro il clan del padre: Carlo e Vito Cosco vengono condannati all’ergastolo per l’omicidio di Lea Garofalo, Carmine Venturino viene condannato a 25 anni di reclusione avendo consentito il ritrovamento dei resti di Lea mentre Giuseppe Cosco viene prosciolto da tutte le accuse. Giuseppina Pesce invece vive sotto protezione testimone insieme ai suoi figli con i quali si era ricongiunta. Michele, Giuseppe e Anna Rosaria Lazzaro vengono condannati in via definitiva per maltrattamenti ai danni di Maria Concetta, morta il 20 agosto 2011 all’età di 30 anni. Infine Denise ha cambiato nome e vive protetta in una località segreta.